# Imigração escocesa no Brasil
Escoto-brasileiros são o grupo de escoceses que vivem no Brasil, ou seus descendentes. Estima-se que quarenta e cinco mil pessoas no Brasil são de ascendência escocesa. A exemplo dos irlandeses, os primeiros escoceses e descendentes surgiram de mercenários a serviço da pirataria inglesa na costa.